# 기생개구리
기생개구리(학명: Buergeria buergeri)는 산청개구리과 기생개구리속에 속하는 개구리로 일본 혼슈, 시코쿠, 큐슈, 고토열도에 서식하는 일본 고유종이다. 일본에서는 울음소리가 새소리처럼 매우 아름다워서 에도시대부터 무사들이 개구리를 전용사육장에 잡아 가두어 울음소리를 즐겼다고 하며, 우리나라 명칭인 기생개구리의 기생도 아름다운 울음소리가 마치 조선시대 기생의 노랫소리처럼 아름답다는 의미로 지어진 것으로 보인다.

## 분포
일본 (혼슈, 시코쿠, 큐슈, 고토열도)

## 형태
다른 개구리류와 마찬가지로 암컷은 수컷보다 크며, 몸길이는 수컷은 약 3.5~4.4cm, 암컷은 4.9~8.5cm이다. 체형은 편평하여 바위틈에 숨기에 적합하며, 몸색은 회갈색으로 바위 위에서는 보호색으로 작용한다. 발가락 끝에는 빨판이 발달해 있는데 이는 급류에 휩쓸리지 않도록 바위에 붙을 수 있도록 하는데 도움을 준다.

## 생태
산지에 있는 계곡이나 호수, 그 주변 삼림 등지에 서식한다.
주로 작은 곤충이나 거미 등을 사냥하며, 올챙이는 조류를 먹는다. 번식형태는 난생이며, 수컷은 물가에 있는 돌 위에서 세력권을 형성하여 울음소리를 내는데 번식기는 4월에서 8월이며, 주로 저녁에서 새벽사이에 운다. 수컷은 암컷과 포접한 뒤 돌 밑에 약 500개의 알을 여러번에 나누어 산란한다.